# Xya minor
Xya minor är en insektsart som först beskrevs av Lucien Chopard 1920.  Xya minor ingår i släktet Xya och familjen Tridactylidae. Inga underarter finns listade i Catalogue of Life.